# Карл Піпер

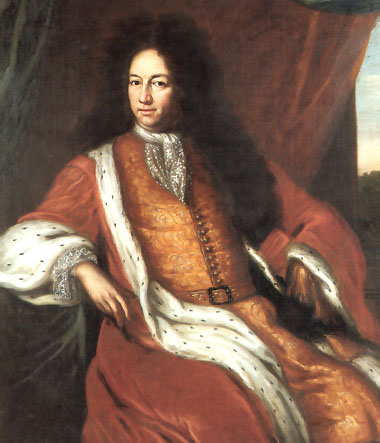
Карл Піпер (1647-1716)

Карл Піпер (шв.: Carl Piper; 29 липня 1647, Стокгольм — 29 травня 1716, Шліссельбург (Ньотеборґ)) — шведський військовий та державний діяч, граф. Канцлер Упсалського університету та безумовний фаворит короля Карла XII на посаді голови Канцелярії шведського монарха. Один із союзників Війська Запорозького Городового, учасник Полтавської битви. Помер як військовополонений Московії. 

## Походження, освіта та кар'єра
Народився в сім'ї скарбничого Воєнної колегії, окружного судді Карла Піпера та Інгрід Шарлотти Екенбом. Став студентом Упсальського університету в 1660 р. і почав свою кар'єру службовця у Канцелярії 1668 р. Працелюбний та вправний він з самого початку здобув ґрунтовні знання про управління королівством. 1673 року він як канцелярист супроводжував посольство Густава Оксенстірна до Росії та став у ньому секретарем створеної у тому самому році комісії з питань оборони Ліфляндії, Естляндії та Інгерманляндії. Під час війни Карла XI за Сконе він 1677 р. одержав посаду реєстратора польової канцелярії. Починаючи з того часу він був наближеним до Карла XI та поступово заволодів його великими таємницями. Піпера було призначено секретарем Камерної колегії 1679 р.; у тому самому році він здобув дворянський титул. Його служба у Камерній колегії набула характеру завдань, пов’язаних з переворотами, які призвели до скорочень та слідств у справах опікунства, і він потрапив до нового кола службовців низького дворянського походження, яких Карл XI зібрав навколо себе. Призначений у 1689 р. державним секретарем і радником канцелярії П. складає і оформляє королівські ухвали. 
Піперу довелося бути, згідно з непевною традицією, тією рушійною силою неочікуваної інавгурації Карла XII у листопаді 1697 р.; проте це не підтверджується збереженими офіційними документами. Однак стрімке підвищення Піпера безпосередньо після того витлумачували як свідчення цього. 
У кінці грудня 1697 р. він призначається разом з Томасом Полюсом королівським радником та державним радником, водночас обійнявши посаду державного секретаря внутрішніх справ. Тим самим він став у дійсності першим міністром Карла XII. На новий рік 1698 р. його нараз підвищили в чин барона і графа.
1702 граф Піпер дістав посаду канцлера Упсальського університету, і, хоча й був удалині від Швеції, обстоював університетські інтереси та збагатив його, зокрема, суттєвими стипендіями.

## Участь у Великій Північній війні
Коли спалахнула Велика Північна війна, Піпер став єдиним з кола радників, який супроводжував Карла XII у походах. 
Як глава Канцелярії він не лише виконував прямі обов’язки, а й також залучався до переговорів з польськими магнатами та иншими іноземними посланцями. Саме він уклав мир із Польщею 1705, а наступного року і Саксонією, а також вів після того значущі дипломатичні переговори під час перебування в Альтранштедті, зокрема з Мальборо. 
Погляди Піпера на ведення війни та політичне становище полягали в тому, щоб на розумних умовах створити мир на заході аби атакувати московитів у балтійських провінціях. Граф Піпер супроводджував Шведську армію в Україні, його, як і Канцелярію, захоплено в полон у битві під Полтавою у червні 1709. Згодом у блюзнірській «Великій тріумфальній ході» по Москві саме він очолив колону шведських бранців. 
У полоні він енергійно працював в інтересах товаришів по нещастю, серед яких були й відомі полководці Адам Людвіг Левенгаупт, Аксель Юленкрук, Гуґо Юган Гамільтон, Карл Густаф Крейц, Карл Густав Рос. Зокрема, він вів розлоге листування з кримським васалом у Москві Петром Романовим та Карлом XII.
Граф Піпер автор цінних творів: 
- «Щоденник графа С. Піпера, ведений під час його полону в Росії 1709-1714 рр.»;
- «Чернетки вихідної кореспонденції С. Піпера та Карла Густава Реншильда під час їхнього полону в Росії 1709-1715 рр.» надруковані в «Historiska handlingar» (Історичних документах) у 1906—11 рр.

## Особисте життя
1690 одружився із Крістіною Піпер, уродженою Тьорнфлихт (1673 — 1752), яка в тривалу відсутність графа Піпера та після його смерті примножувала економічні статки родини. Вона придбала, зокрема, завод Андрарум з виготовлення галуну в Сконе 1715, звела замок Крістінегоф та 1747  оформила майоратне успадкування на нього, а також на садиби Торупс, Гьоґестад і Бальдрінґе, a Енґшьо – на іншого представника роду Піперів. У тому самому році вона оформила майоратне успадкування на Стурефорс і Віґґебигольм для його внука від дочки, графа Нільса Адама Більке.
Завдяки його одруженню Піпер накопичив великі багатства (його противники крім того звинувачували його великою мірою у тому, що він брав хабарі), здебільшого розміщені в маєтку. На момент смерті він володів, зокрема, Стурефорс і Віґґебигольм у Естерйотланді, Краґегольм, Гьоґестад і Бальдрінґе в Сконе, а також Енґшьо у Вестерманланді.

## За вічною межею
Граф Карл Піпер похований у церкві Енґшьо (1719), там споруджено чималу підземну каплицю.